# Raymond Salles
Raymond Julien Salles (París, 18 de julio de 1920-Créteil, 15 de junio de 1996) fue un deportista francés que compitió en remo. Participó en los Juegos Olímpicos de Helsinki 1952, obteniendo una medalla de oro en la prueba de dos con timonel.

## Palmarés internacional
| Juegos Olímpicos | Juegos Olímpicos     | Juegos Olímpicos | Juegos Olímpicos |
| Año              | Lugar                | Medalla          | Prueba           |
| ---------------- | -------------------- | ---------------- | ---------------- |
| 1952             | Helsinki (Finlandia) | Medalla de oro   | Dos con timonel  |